# Matlosana
Motlosana conjunto de localidades sudafricanas en la  provincia del Noroeste de unos 3561 km² con 31 distritos electorales (wards) proveniente de la unión de Klerksdorp con varios pueblos vecinos. 

## Localidades
- Buffelsfontein
- Klerksdorp
- Dominionville
- Faan Meintjies Nature Reserve
- GTC Village
- Hartebeesfontein
- Hartebeestfontein
- Jouberton
- Kanana
- Khayalihle
- Khuma
- Klerksdorp
- Margaret Mine
- Orkney
- Paballong Village
- Stilfontein
- Stilfontein Gold Mine
- Tigane
- Vaal Reefs

## Ríos
- Buisfonteinspruit
- Jagspruit
- Kaalspruit
- Klipspruit
- Matjiespruit
- Skoonspruit
- Taaibosspruit
- Vaal
- Vierfonteinspruit
- Ysterspruit